# Черевки (Миргородский район)
Черевки́ (укр. Черевки) — село, Черевковский сельский совет,Миргородский район, Полтавская область, Украина.
Код КОАТУУ — 5323288601. Население по переписи 2001 года составляло 662 человека.
В Центральном Государственном Историческом Архиве Украины в городе Киеве есть документы православной церкви за 1722-1794 год
Является административным центром Черевковского сельского совета, в который, кроме того, входят сёла Бакумовка, Новоселица, Прокоповичи, Радченково, Сажка и Скиданки.

## Географическое положение
Село Черевки находится на левом берегу реки Хорол,
выше по течению на расстоянии в 2 км расположено село Зуевцы,
ниже по течению на расстоянии в 1 км расположено село Радченково,
на противоположном берегу — сёла Сажка, Прокоповичи и Скиданки.
Река в этом месте извилистая, образует лиманы, старицы и заболоченные озёра.
Село указано на подробной карте Российской Империи и близлежащих заграничных владений 1816 года

## Объекты социальной сферы
- Клуб.

## Религия
- Деревянный храм в честь Покрова Божьей Матери.